# Костюк Олександр Власович
Костюк Олександр Власович (нар. 1 листопада 1949) — український лікар, народний депутат України 1-го скликання.

## Життєпис
Народився 1 листопада 1940 року в селі Карпилівка Рівненської області в селянській сім'ї. Українець.
Освіту здобув в Івано-Франківському медичному інституті, лікар.
Народний депутат України 12(1) скликання з 03.1990 (1-й тур) до 04.1994, Дубровицький виборчий округ № 337, Рівненська область. Заступник голови Комісії з питань здоров'я людини. Входив до Народної Ради.
- З 1957 — учень Рівненського медичного училища.
- З 1959 — служба в армії.
- З 1962 — студент Івано-Франківського медичного інституту.
- З 1968 — лікар-травматолог, завідувач травматологічного відділення Дубровицької центральної районної лікарні.
- З 1994 — провідний спеціаліст, начальник відділу санаторно-курортного лікування та реабілітації Головного управління організації медичної допомоги населенню Міністерства охорони здоров'я України.

## Нагороди
- Ордени Жовтневої революції
- «Знак Пошани»
- Заслужений лікар України
- Почесний громадянин Дубровиці (2005)[3]
- Орден «За заслуги» III ступеня (08.2011)

## Сімейний стан
Одружений, має 2 дітей.